# Realicó megye
Realicó egy megye Argentína középső részén, La Pampa tartományban. Székhelye Realicó.

## Népesség
A megye népessége a közelmúltban a következőképpen változott:
| Év   | Lakosság |
| ---- | -------- |
| 2001 | 15 166   |
| 2010 | 16 227   |